# Toro Rosso STR10
La Toro Rosso STR10 è una vettura da Formula 1 realizzata dalla Toro Rosso per partecipare al Campionato mondiale di Formula 1 2015.

## Contesto

### Piloti

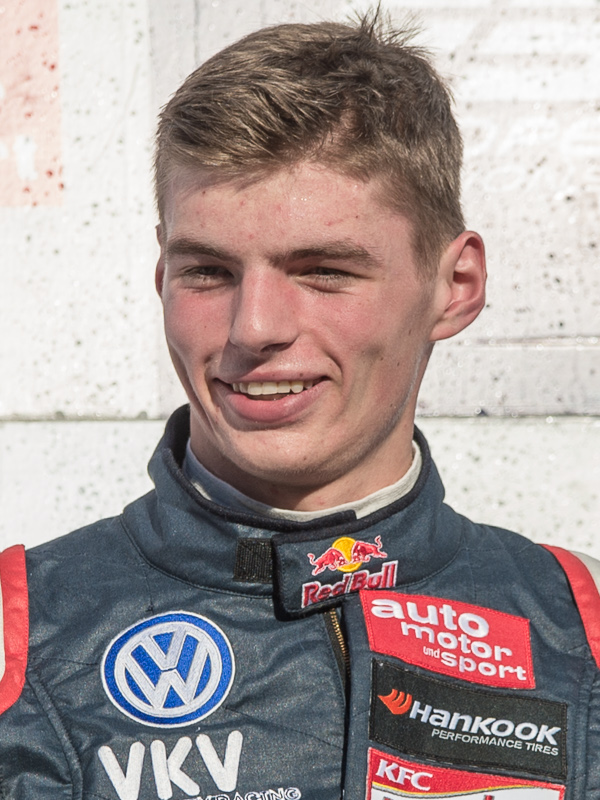
Max Verstappen esordisce in Formula 1 all'età di 17 anni e 166 giorni: è il primo (e unico) minorenne ad esordire in un Gran Premio della massima serie

Alla fine del 2014 sia Daniil Kvjat che Jean-Éric Vergne non vengono confermati dal team: il russo, dopo appena una stagione disputata in Formula 1, viene "promosso" in Red Bull al posto di Sebastian Vettel che diventa nuovo pilota della Ferrari mentre Vergne si trasferisce nella neonata Formula E diventando prima guida per il team Andretti, pur rimanendo parallelamente in Formula 1 come collaudatore della Ferrari
Al loro posto vengono ingaggiati due piloti di scuola Red Bull, entrambi all'esordio in Formula 1: l'olandese Max Verstappen, figlio dell'ex pilota Jos Verstappen (che ha anche avuto un passato nella massima serie tra gli anni '90 e l'inizio degli anni 2000) e proveniente dalla Formula 3 europea dove ha chiuso terzo nel 2014. Verstappen è inoltre il pilota più giovane di sempre a prendere parte a un Gran Premio con i suoi 17 anni e 166 giorni (se non si conta la sua apparizione nella PL1 del Gran Premio del Giappone 2014 dopo appena tre giorni dal suo 17º compleanno). Come secondo pilota viene ingaggiato lo spagnolo Carlos Sainz Jr., anche lui figlio d'arte e vincitore del campionato 2014 di Formula Renault 3.5 Series

## Livrea e sponsor

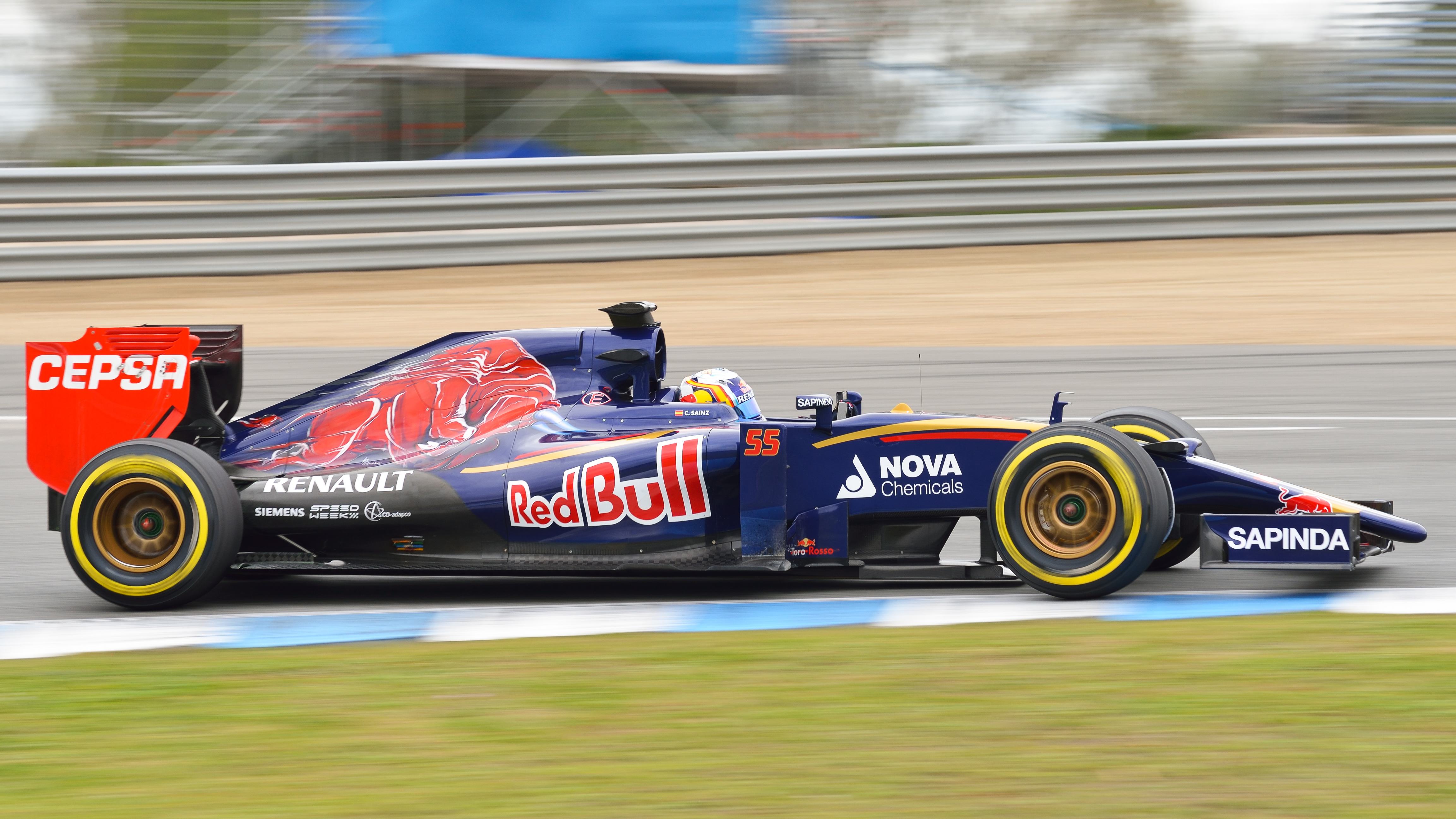
Vista laterale della STR10 guidata da Carlos Sainz Jr. nei Test di Jerez

La livrea rimane praticamente immutata anche per questa stagione: il colore dominante è il blu, mentre capeggiano sul cofano motore e sulle fiancate il toro rosso stilizzato e il marchio Red Bull. rimangono quindi invariati gli sponsor Cepsa, Red Bull, Nova Chemicals, Pirelli, Sapinda e Siemens ai quali però si aggiunge il marchio di birra galiziano Estrella Galicia, portato in dote da Sainz. Inoltre, sulla vettura vengono dipinte alcune parti in colore oro, una su tutte la punta del musetto anteriore, che rimane del medesimo colore anche dopo la modifica dello stesso durante la stagione.

## Presentazione
La vettura è stata presentata il 31 gennaio 2015 a Jerez, in Spagna, poche ore prima della prima giornata di test. Nel corso della presentazione, alla quale partecipano tutti i membri della scuderia, il team principal Franz Tost afferma che la STR10 sia la miglior vettura mai progettata dalla squadra fino ad allora, elogiando la nuova coppia di piloti e affermando chiaramente che il quinto posto nel campionato costruttori sia un obiettivo fattibile.

## Caratteristiche tecniche

### Aerodinamica

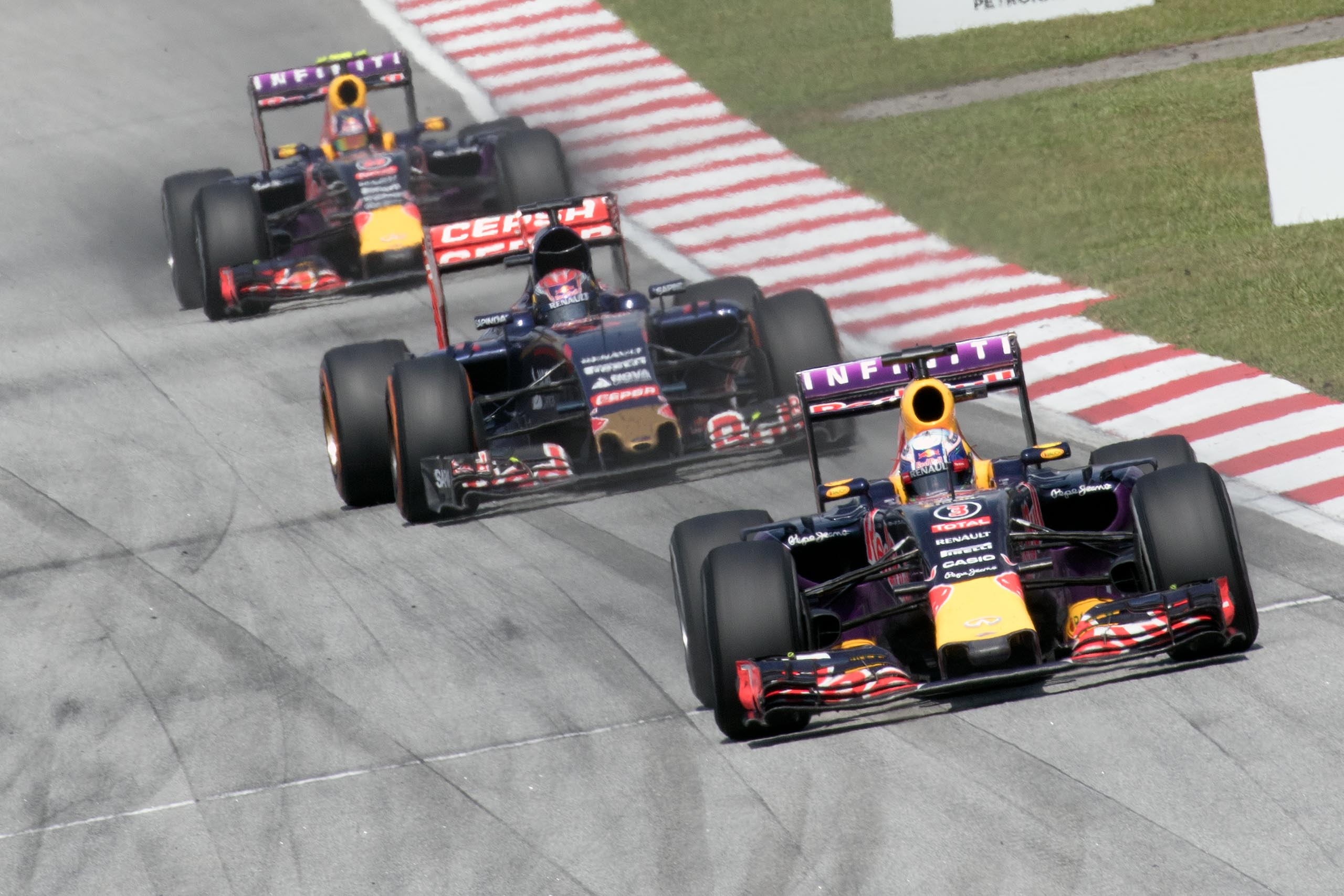
Verstappen tra le due Red Bull nel Gran Premio della Malesia

Al momento della presentazione, la vettura non è sta presentata nella sua configurazione aerodinamica definitiva, rivoluzionando, previo regolamento FIA, il muso anteriore: in luogo della "proboscide" presente nella STR9, la Toro Rosso ha ridisegnato il muso che ora si presenta più largo e più appuntito all'estremità, riprendendo una soluzione già in uso sulla Ferrari SF15-T e sulla McLaren MP4-30 Sotto il muso è stata collocata, come sulla Mercedes F1 W05, una piccola pinna utilizzata come un piccolo deviatore di flusso per far lavorare al meglio l'aerodinamica intorno alla chiglia che è una delle zone nevralgiche proprio per il campo di alta pressione che si genera al crescere della velocità. Sopra il muso, vi sono presenti anche due appendici a L dove sono installate le due camere. Le ali, il monkey seat e i turning vanes sono ancora di derivazione fine 2014 mentre l'airbox cambia leggermente, presentando due canali di ingrosso distinti: una di queste va ad alimentare il motore endotermico mentre l'altro porta aria verso il radiatore dell'olio, mentre ai lati di esso sono presenti altre due feritoie per avere un maggior raffreddamento di tutti i componenti della Power Unit. Le prese d'aria di raffreddamento dei radiatori hanno una forma triangolare e sembrano molto più contenute rispetto al modello precedente. Le fiancate, viste lateralmente, sono molto contenute, basse nella parte terminale con una sciancratura per cercare di portare un maggior quantitativo d'aria verso il diffusore. In occasione del Gran Premio d'Australia, la squadra si presenta con un notevole aggiornamento sul muso che viene accorciato lasciando una piccola protuberanza al centro al fine di aumentare in modo considerevole la quantità di aria che passa sotto il muso anteriore per poi alimentare il fondo ed uscire attraverso l’estrattore posteriore.

### Meccanica

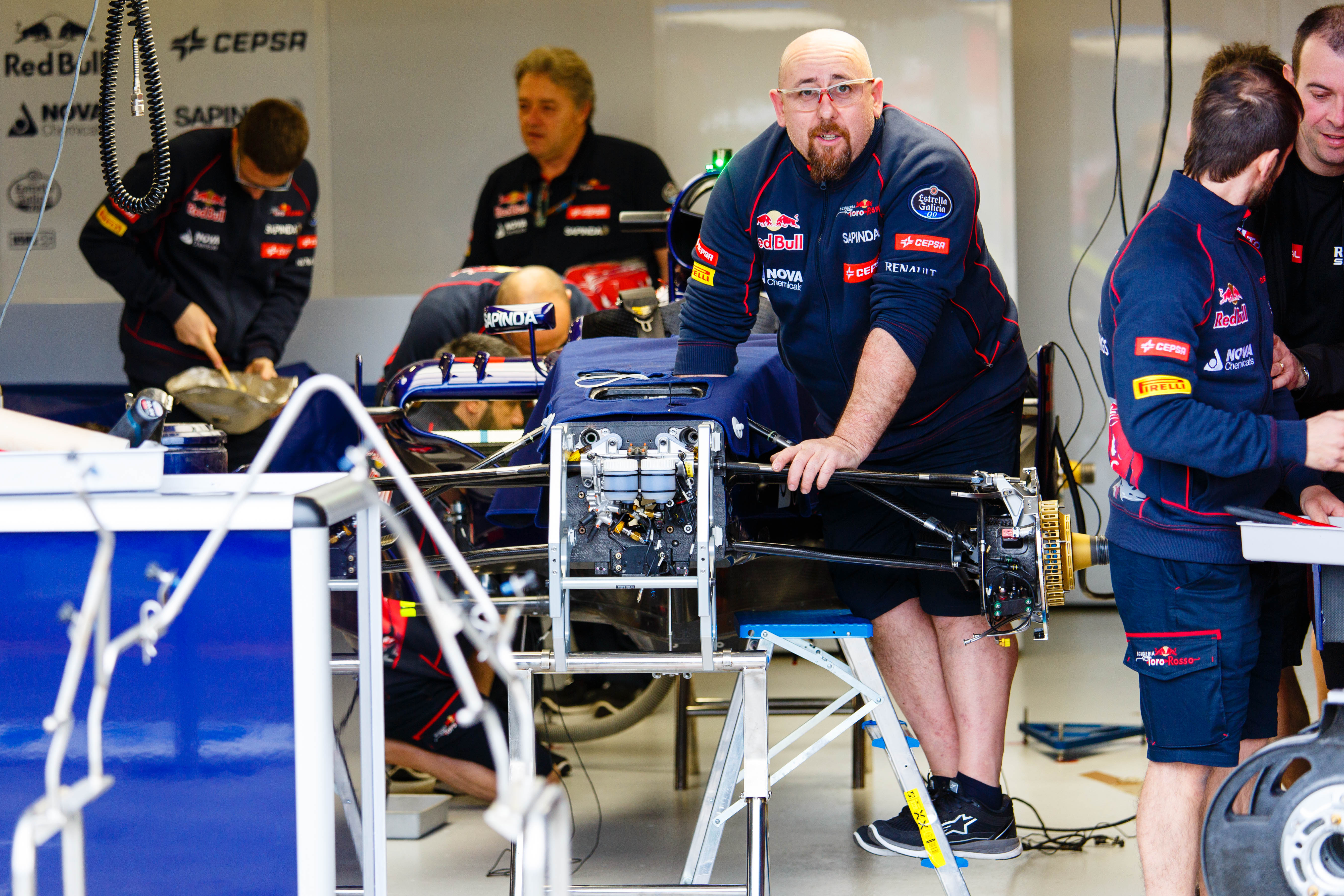
I meccanici Toro Rosso lavorano attorno alla vettura prima del Gran Premio d'Australia

Lo schema sospensivo anteriore è di tipo push rod, con il tirante dello sterzo allineato al triangolo superiore. La sospensione posteriore è stata mantenuta con la geometria a tirante pull rod, ma dotata un diverso layout rispetto a quello della precedente monoposto uscita dalla factory di Faenza. Una delle novità visibili risiede proprio nell‘inclinazione del tirante stesso, che prima passava all’interno del braccio anteriore del triangolo inferiore, mentre adesso è spostato all’esterno. L’obiettivo è quello di migliorare la trazione e il grip meccanico in uscita di curva. Un risultato che proverà ad essere raggiunto anche grazie alla maggiore pulizia delle linee al retrotreno, dove però non è stata mantenuta la soluzione dell’ala sorretta dalle sole paratie verticali, alle quali è stato aggiunto un monopilone come nella seconda versione dello scorso anno. Altri dettagli interessanti riguardano ancora la sospensione, dotata di triangoli inferiori carenati che incorporano anche i semiassi, e le pinze dei freni che sono state ubicate in posizione verticale e non orizzontale.
Per il secondo anno consecutivo, la Renault è fornitrice di motori per la squadra faentina, oltre che per la Red Bull. Il nuovo propulsore a tubo singolo fornito dalla casa francese è il Renault Energy F1-2015, 6 cilindri a V a 90° e 1.600 di cilindrata dotato di circa 850 CV con un regime di rotazione massima di meno di 15000 giri. È una Power Unit molto modesta, ma migliorata rispetto alla specifica usata nella scorsa stagione: per ammissione dello stesso motorista Renault Rob White, infatti, sono stati rivisti la camera di combustione, il turbocompressore, ora maggiorato con compressore più efficiente, gli scarichi, rivisti e riprogettati e i sistemi di recupero energia, ora più efficienti utilizzando quasi tutti i gettoni di sviluppo consentiti dal regolamento, facendo presagire che gli sviluppi ulteriori del motore nel corso della stagione saranno molto limitati.

## Scheda tecnica
| Caratteristiche tecniche - Toro Rosso STR10            | Caratteristiche tecniche - Toro Rosso STR10                                                | Caratteristiche tecniche - Toro Rosso STR10                                                | Caratteristiche tecniche - Toro Rosso STR10                                                                | Caratteristiche tecniche - Toro Rosso STR10                                                                | Caratteristiche tecniche - Toro Rosso STR10                                                                |
| ------------------------------------------------------ | ------------------------------------------------------------------------------------------ | ------------------------------------------------------------------------------------------ | --- | --- | --- |
|                                                        |                                                                                            |                                                                                            | | | |
| Configurazione                                         |                                                                                            |                                                                                            | | | |
| Carrozzeria: monoposto                                 | Carrozzeria: monoposto                                                                     | Posizione motore: centrale                                                                 | Posizione motore: centrale                                                                                 | Trazione: posteriore                                                                                       | Trazione: posteriore                                                                                       |
| Dimensioni e pesi                                      |                                                                                            |                                                                                            | | | |
| Ingombri (lungh.×largh.×alt. in mm): 5100 × 1800 × 950 | Ingombri (lungh.×largh.×alt. in mm): 5100 × 1800 × 950                                     | Ingombri (lungh.×largh.×alt. in mm): 5100 × 1800 × 950                                     | Ingombri (lungh.×largh.×alt. in mm): 5100 × 1800 × 950                                                     | Diametro minimo sterzata:                                                                                  | Diametro minimo sterzata:                                                                                  |
| Interasse:                                             | Interasse:                                                                                 | Carreggiate: anteriore 1470 - posteriore 1405 mm                                           | Carreggiate: anteriore 1470 - posteriore 1405 mm                                                           | Altezza minima da terra:                                                                                   | Altezza minima da terra:                                                                                   |
| Posti totali: 1                                        | Posti totali: 1                                                                            | Bagagliaio: assente                                                                        | Bagagliaio: assente                                                                                        | Serbatoio: 100 kg                                                                                          | Serbatoio: 100 kg                                                                                          |
| Masse                                                  | / in ordine di marcia: 702 kg                                                              | / in ordine di marcia: 702 kg                                                              | / in ordine di marcia: 702 kg                                                                              | / in ordine di marcia: 702 kg                                                                              | / in ordine di marcia: 702 kg                                                                              |
| Meccanica                                              |                                                                                            |                                                                                            | | | |
| Tipo motore: Renault Energy F1-2015                    | Tipo motore: Renault Energy F1-2015                                                        | Tipo motore: Renault Energy F1-2015                                                        | Cilindrata: 1600 cm³                                                                                       | Cilindrata: 1600 cm³                                                                                       | Cilindrata: 1600 cm³                                                                                       |
| Distribuzione: pneumatica                              | Distribuzione: pneumatica                                                                  | Distribuzione: pneumatica                                                                  | Alimentazione: 500 bar-diretta (1 iniettore per cilindro)                                                  | Alimentazione: 500 bar-diretta (1 iniettore per cilindro)                                                  | Alimentazione: 500 bar-diretta (1 iniettore per cilindro)                                                  |
| Prestazioni motore                                     | Potenza: 850 CV                                                                            | Potenza: 850 CV                                                                            | Potenza: 850 CV                                                                                            | Potenza: 850 CV                                                                                            | Potenza: 850 CV                                                                                            |
| Accensione: Magneti Marelli Statica                    | Accensione: Magneti Marelli Statica                                                        | Accensione: Magneti Marelli Statica                                                        | Impianto elettrico: Magneti Marelli                                                                        | Impianto elettrico: Magneti Marelli                                                                        | Impianto elettrico: Magneti Marelli                                                                        |
| Frizione: multidisco                                   | Frizione: multidisco                                                                       | Frizione: multidisco                                                                       | Cambio: sequenziale longitudinale Red Bull Technology a 8 marce + RM, con comando elettrico semiautomatico | Cambio: sequenziale longitudinale Red Bull Technology a 8 marce + RM, con comando elettrico semiautomatico | Cambio: sequenziale longitudinale Red Bull Technology a 8 marce + RM, con comando elettrico semiautomatico |
| Telaio                                                 |                                                                                            |                                                                                            | | | |
| Corpo vettura                                          | in materiale composito a nido d'ape con fibra di carbonio                                  | in materiale composito a nido d'ape con fibra di carbonio                                  | in materiale composito a nido d'ape con fibra di carbonio                                                  | in materiale composito a nido d'ape con fibra di carbonio                                                  | in materiale composito a nido d'ape con fibra di carbonio                                                  |
| Sospensioni                                            | anteriori: push-rod / posteriori: pull-rod                                                 | anteriori: push-rod / posteriori: pull-rod                                                 | anteriori: push-rod / posteriori: pull-rod                                                                 | anteriori: push-rod / posteriori: pull-rod                                                                 | anteriori: push-rod / posteriori: pull-rod                                                                 |
| Freni                                                  | anteriori: Freni a disco Brembo in carbonio / posteriori: Freni a disco Brembo in carbonio | anteriori: Freni a disco Brembo in carbonio / posteriori: Freni a disco Brembo in carbonio | anteriori: Freni a disco Brembo in carbonio / posteriori: Freni a disco Brembo in carbonio                 | anteriori: Freni a disco Brembo in carbonio / posteriori: Freni a disco Brembo in carbonio                 | anteriori: Freni a disco Brembo in carbonio / posteriori: Freni a disco Brembo in carbonio                 |
| Pneumatici                                             | Pirelli / Cerchi: APP Tech da 13 in                                                        | Pirelli / Cerchi: APP Tech da 13 in                                                        | Pirelli / Cerchi: APP Tech da 13 in                                                                        | Pirelli / Cerchi: APP Tech da 13 in                                                                        | Pirelli / Cerchi: APP Tech da 13 in                                                                        |
| Prestazioni dichiarate                                 |                                                                                            |                                                                                            | | | |
| Consumi                                                | 2 Kg/giro                                                                                  | 2 Kg/giro                                                                                  | 2 Kg/giro                                                                                                  | 2 Kg/giro                                                                                                  | 2 Kg/giro                                                                                                  |
| Altro                                                  |                                                                                            |                                                                                            | | | |
| Energia batteria (a giro) 4 MJ                         | Sistema ERS                                                                                | Sistema ERS                                                                                | Sistema ERS                                                                                                | Sistema ERS                                                                                                | Sistema ERS                                                                                                |
| Potenza MGU-K: 120 kW                                  | Giri max MGU-K: 50 000 giri/min Giri max MGU-H: 100 000 giri/min                           | Giri max MGU-K: 50 000 giri/min Giri max MGU-H: 100 000 giri/min                           | Giri max MGU-K: 50 000 giri/min Giri max MGU-H: 100 000 giri/min                                           | Giri max MGU-K: 50 000 giri/min Giri max MGU-H: 100 000 giri/min                                           | Giri max MGU-K: 50 000 giri/min Giri max MGU-H: 100 000 giri/min                                           |
| Fonte dei dati:                                        |                                                                                            |                                                                                            | | | |

## Piloti
| Piloti ufficiali       | Piloti ufficiali | Piloti ufficiali |
| Nazione                | Nome             | Numero           |
| ---------------------- | ---------------- | ---------------- |
| Paesi Bassi (bandiera) | Max Verstappen   | 33               |
| Spagna (bandiera)      | Carlos Sainz Jr. | 55               |
| Collaudatori           |                  |                  |
| Nazione                | Nome             | Nome             |
| Francia (bandiera)     | Pierre Gasly     | Pierre Gasly     |

## Carriera agonistica

### Test

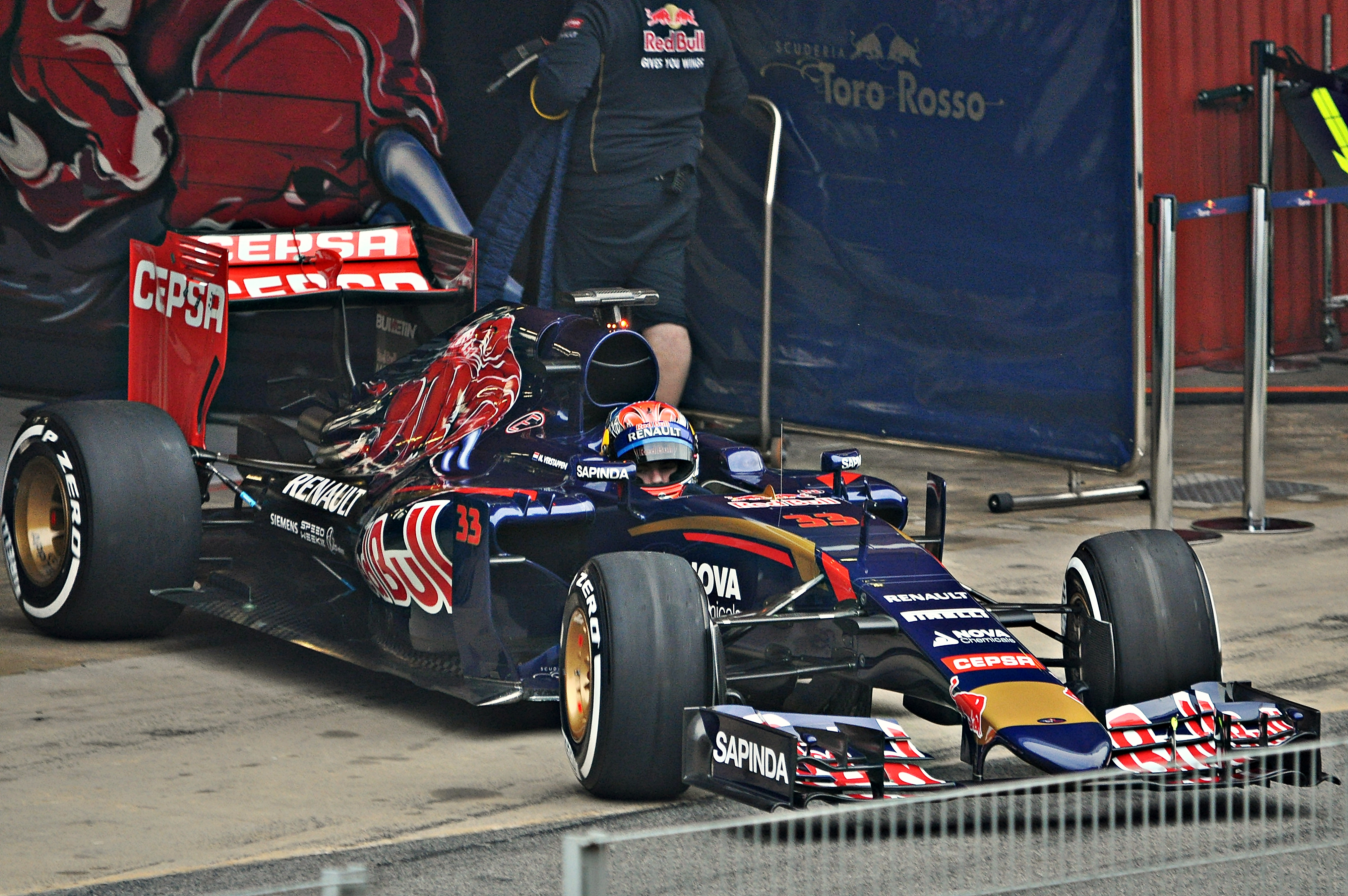
Verstappen esce dai box durante i test pre-stagionali di Barcellona

Nei test di Jerez la Toro Rosso ha iniziato un po' in salita dopo la prima giornata con Sainz che verso fine sessione rimane fermo a bordo pista causando una bandiera rossa. Nel secondo giorno il volante passa a Verstappen che ritocca di un secondo il riferimento dello spagnolo segnato il giorno prima, completando una settantina di giri tra cui alcuni su pista bagnata, risultando essere il pilota con più giri effettuati in giornata con questa configurazione. Il terzo giorno tocca di nuovo a Sainz che chiude i test migliorando i suoi tempi di due secondi usando però le gomme a mescola morbida. Nell'ultima giornata di prove la Toro Rosso si dimostra essere la sorpresa di giornata chiudendo al quarto posto con Verstappen dopo aver occupato a lungo anche la seconda posizione.
Anche ai primi test di Barcellona la STR10 si dimostra veloce e affidabile, conquistando buoni tempi sin dal primo giorno con ancora Verstappen alla guida, che al terzo giorno di prove ottiene addirittura il secondo posto in classifica finale dietro solo alla Lotus di Pastor Maldonado. Sainz invece, dopo aver chiuso il primo giorno anzitempo per un'uscita di pista, conquista il sesto posto nella classifica dei tempi nell'ultima giornata, prima di andare nuovamente a muro nella sessione pomeridiana. Anche gli ultimi test di Barcellona prima del campionato sono molto positivi per il team che, nonostante altre uscite di pista causate dalla poca esperienza alla guida di una Formula 1 da parte dei due rookie, riesce ad ottenere tempi molto validi che valgono il quarto posto a Sainz nella classifica finale del terzo giorno.

### Campionato

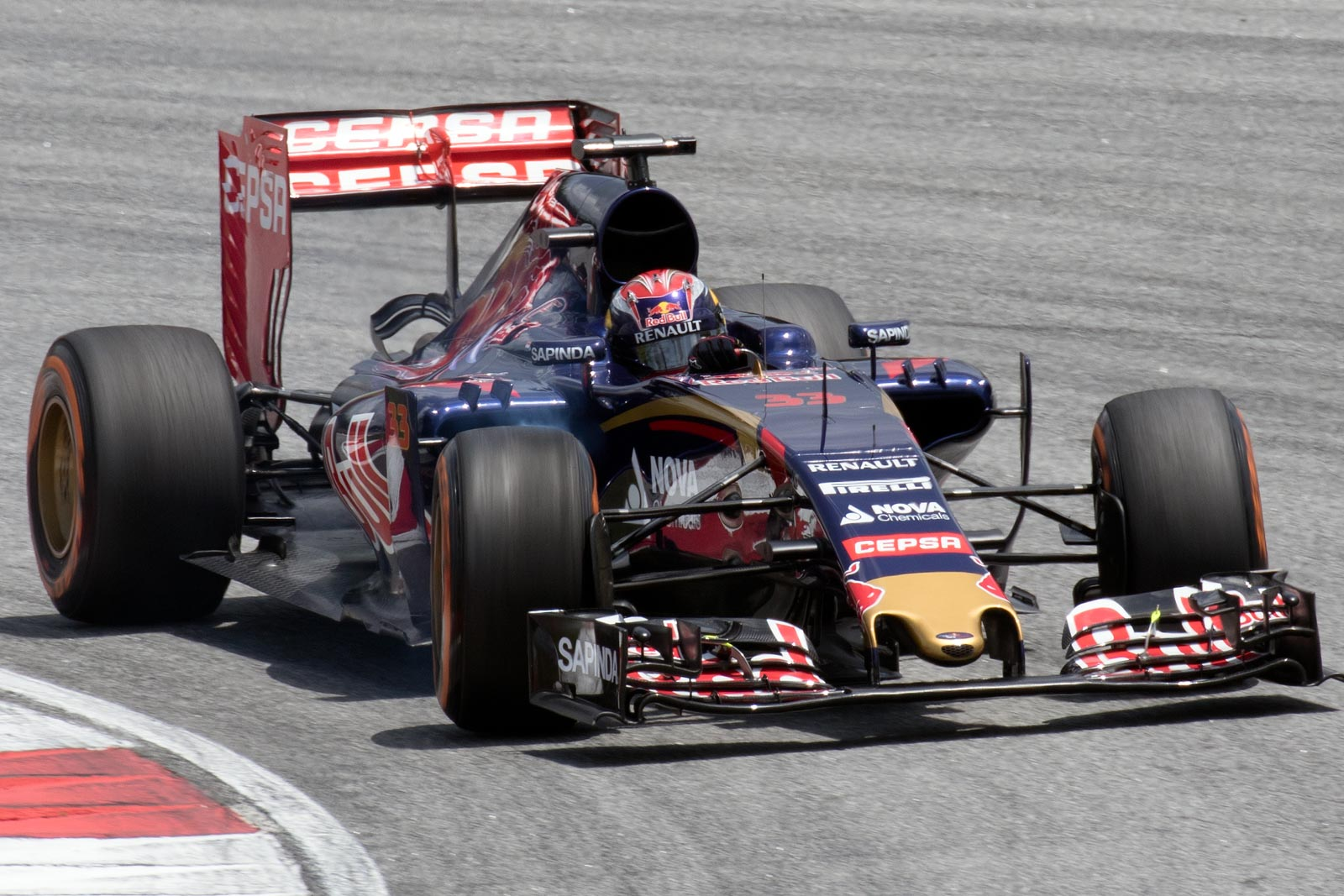
Max Verstappen al volante della STR10 in Malesia: con il settimo posto finale, conquistato all'eta di 17 anni 5 mesi e 29 giorni, è ancora oggi il pilota più giovane di sempre a prendere punti in un Gran Premio

La Toro Rosso si presenta quindi in Australia in ottima forma dopo anche degli accorgimenti effettuati nella vettura prima del debutto in campionato. La nuova STR10 si rivela essere più veloce della vecchia STR9, tanto che Sainz si qualifica in settima posizione e Verstappen in undicesima, mettendosi dietro la più quotata Red Bull di Kvjat. In gara però le aspettative del team rimangono un po' deluse, con Sainz che conquista tuttavia i suoi primi punti in carriera con il nono posto mentre Verstappen è costretto a ritirarsi dopo 32 giri per problemi al motore dopo essere riuscito a risalire fino al quinto posto. 
In Malesia, però, la scuderia faentina si riscatta: entrambi i piloti chiudono la gara a punti dopo una buona qualifica al sabato di Verstappen che si qualifica in terza fila alla sua seconda gara, Sainz risale invece dal quindicesimo all'ottavo posto mentre l'olandese chiude la gara subito davanti: per il figlio d'arte sono i primi punti della carriera, ottenuti insieme al record di pilota più giovane di sempre a conquistare punti iridati all'eta di 17 anni, 5 mesi e 29 giorni; Inoltre, Verstappen è il primo pilota proveniente dai Paesi Bassi dopo Christijan Albers al Gran Premio degli Stati Uniti d'America 2005 a chiudere un Gran Premio in zona punti.
Dopo due gare anonime in Cina e Bahrain, in Spagna la Toro Rosso monopolizza sorprendentemente la terza fila al sabato mentre alla domenica Sainz chiude nono la gara di casa e Verstappen rimane appena fuori dalla zona punti. Il madrileno si ripete ancora a Monaco con un decimo posto ottenuto dopo una grande rimonta dalla pit-lane per non aver rispettato le procedure di peso alla fine della Q1 mentre l'olandese, nel tentativo di conquistare la zona punti, entra in collisione con Romain Grosjean alla Saint-Devote andando a sbattere violentemente contro le barriere. Nel dopo-gara, la Federazione gli impone 5 posizioni di penalità da scontare in Canada e gli sottrae due punti dalla Superlicenza.
La Toro Rosso torna poi a punti in Austria e, dopo un doppio ritiro nel successivo appuntamento di Silverstone, si rende autrice del miglior Gran Premio personale dell'anno in Ungheria con il quarto posto finale di Verstappen, ottenuto però anche grazie a un contatto tra Rosberg e Ricciardo nel finale di gara, a cui si contrappone il ritiro di Sainz a 10 giri dal termine mentre era settimo; dopo l'appuntamento magiaro e con metà campionato ancora da disputare, la STR10 ha già totalizzato 31 punti, uno in più dei 30 conquistati dalla STR9 in tutto il 2014.

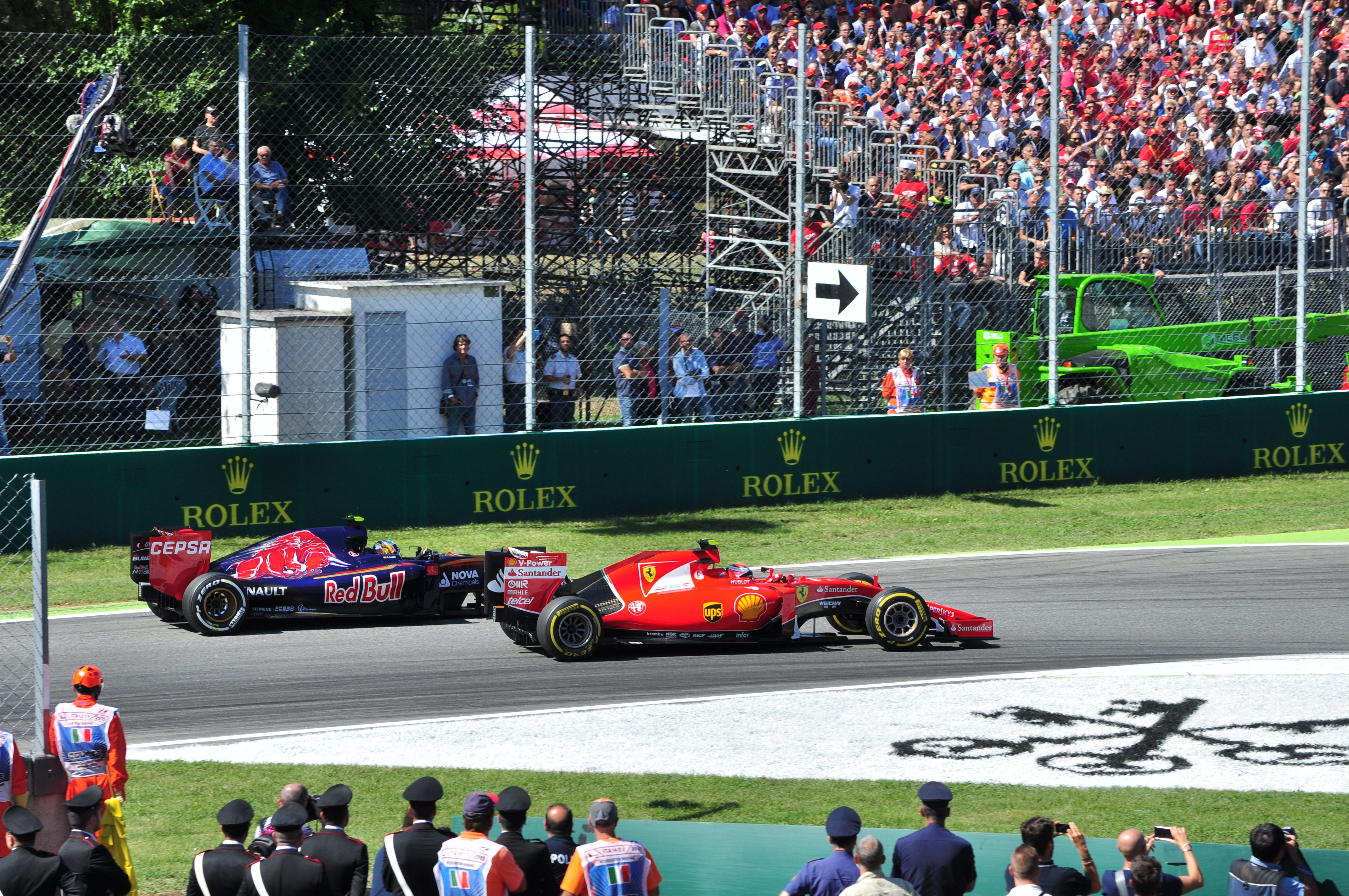
Sainz in lotta con la Ferrari di Kimi Räikkönen nel Gran Premio d'Italia

A Singapore il 17enne si rimette di nuovo in mostra: dopo aver conquistato un buon ottavo posto in griglia, alla partenza rimane bloccato nella sua casella, venendo poi spinto ai box dai suoi meccanici che riescono a farlo ripartire, seppur con un giro di ritardo. Nonostante ciò la Safety Car fa il suo ingresso per ben due volte nel corso della gara, il che permette a Verstappen di rimettersi in corsa rimontando il giro di distacco e superando le vetture davanti a sé fino ad issarsi all'ottavo posto finale, disobbedendo anche ad un ordine di scuderia che gli intimava di lasciar passare il compagno di squadra. Arrivano altri punti in Giappone e Russia, dove Sainz prende parte alla gara dopo un pauroso incidente nelle prove libere dove si è infilato con la vettura sotto le barriere protettive, ritirandosi comunque per un problema ai freni.
Ad Austin si ripete l'exploit dell'Ungheria: grazie alle condizioni proibitive in cui versa la pista durante la corsa, Verstappen occupa, con clamore di tutti gli addetti ai lavori, la terza posizione per una manciata di tornate prima di perderla a vantaggio di un Sebastian Vettel in rimonta chiudendo quindi quarto ed eguagliando il miglior risultato in stagione mentre Sainz chiude settimo. Nei restanti tre appuntamenti, il team ottiene altri 4 punti e chiude il campionato al 7º posto nella classifica costruttori con 67 punti facendo meglio della stagione precedente, ma deludendo le premesse di inizio anno che la vedevano al quinto posto a fine stagione.

## Risultati F1
| Anno | Team                | Motore                    | Gomme | Piloti     |     |   |    |     |    |     |    |     |     |     |     |    |   |    |     |   |    |     |    | Punti | Pos. |
| ---- | ------------------- | ------------------------- | ----- | ---------- | --- | - | -- | --- | -- | --- | -- | --- | --- | --- | --- | -- | - | -- | --- | - | -- | --- | -- | ----- | ---- |
| 2015 | Scuderia Toro Rosso | Renault Energy F1-2015 V6 | P     | Verstappen | Rit | 7 | 17 | Rit | 11 | Rit | 15 | 8   | Rit | 4   | 8   | 12 | 8 | 9  | 10  | 4 | 9  | 9   | 16 | 67    | 7º   |
| 2015 | Scuderia Toro Rosso | Renault Energy F1-2015 V6 | P     | Sainz      | 9   | 8 | 13 | Rit | 9  | 10  | 12 | Rit | Rit | Rit | Rit | 11 | 9 | 10 | Rit | 7 | 13 | Rit | 11 | 67    | 7º   |

| Legenda | 1º posto     | 2º posto | 3º posto    | A punti         | Senza punti/Non class.  | Grassetto – Pole position Corsivo – Giro più veloce |
| Legenda | Squalificato | Ritirato | Non partito | Non qualificato | Solo prove/Terzo pilota | Grassetto – Pole position Corsivo – Giro più veloce |